# لور لپایلر
لور لپایلر (انگلیسی: Laure Lepailleur؛ زادهٔ ۷ مارس ۱۹۸۵) بازیکن فوتبال اهل فرانسه است.
از باشگاه‌هایی که در آن بازی کرده‌است می‌توان به باشگاه فوتبال زنان پاری سن ژرمن، مرکز آکادمی فوتبال کلیر فونتین، باشگاه فوتبال زنان مون‌پلیه، باشگاه فوتبال المپیک لیون، و باشگاه فوتبال زنان المپیک لیون اشاره کرد.
وی همچنین در تیم ملی فوتبال زنان فرانسه بازی کرده‌است.